# Мы обвиняем
«Мы обвиняем» — советский двухсерийный художественный фильм, воссоздающий исторические события вокруг шпионского полёта Ф. Г. Пауэрса в СССР.

## Сюжет
Фильм основан на реальном событии: 1 мая 1960 года, накануне встречи глав правительств СССР и США, американский лётчик Фрэнсис Гэри Пауэрс на самолёте «Локхид У-2» осуществил шпионский перелёт на большой высоте над территорией Советского Союза. Однако вопреки расчётам американского руководства, он был сбит и живым попал в руки советских властей. Агент ЦРУ пилот Пауэрс предстал перед судом, полностью признал свою вину и был осуждён. Процесс над ним и другие события, связанные с провокационной операцией «Перелёт», воспроизведены с документальной точностью. Также в фильм включены хроникально-документальные кадры суда.

## В ролях
| Актёр                  | Роль                                                                       |
| ---------------------- | -------------------------------------------------------------------------- |
| Ремигиюс Сабулис       | Фрэнсис Гэри Пауэрс                                                        |
| Сергей Яковлев         | генеральный прокурор СССР Роман Руденко                                    |
| Павел Махотин          | генерал Борисоглебский, председатель Военной коллегии Верховного суда СССР |
| Ромуальдас Раманаускас | сотрудник ЦРУ Билл Коллинз (журналист Джордж Маккормик)                    |
| Степан Олексенко       | майор КГБ, следователь по особо важным делам Алексей Иванович Кузьмин      |
| Александр Гай          | адвокат М. И. Гринёв                                                       |
| Анатолий Барчук        | народный заседатель Д. З. Воробьёв                                         |
| Геннадий Болотов       | народный заседатель А. И. Захаров                                          |
| Леонид Яновский        | свидетель, житель села Анатолий Черемсин                                   |
| Фёдор Шмаков           | свидетель Асабин                                                           |
| Василий Петренко       | свидетель Сурин                                                            |
| Александр Игнатуша     | колхозный шофёр Володя Чужакин                                             |
| Карлис Тренцис         | отец Пауэрса                                                               |
| Эльза Радзиня          | мать Пауэрса                                                               |
| Мирдза Мартинсоне      | жена Пауэрса Барбара                                                       |
| Татьяна Слободская     | сестра Пауэрса Джессика                                                    |
| Игорь Слободской       | Белецкий                                                                   |
| Николай Лебедев        | президент США Эйзенхауэр                                                   |
| Николай Засухин        | директор ЦРУ Аллен Даллес                                                  |
| Николай Рушковский     | Сайрус Итон                                                                |
| В. Белый               | Томас Додд                                                                 |
| Валерий Сивач          | Ричард Биссел                                                              |
| Георгий Шевцов         | полковник, командир специального авиаподразделения Ричард Шелтон           |
| Эрвин Кнаусмюллер      | дипломат Майкл Эмброуз                                                     |
| Станислав Коренев      | дипломат Юджин Ли                                                          |
| Евгения Сабельникова   | журналистка Эльза Краймер                                                  |
| Евгений Паперный       | телепродюсер                                                               |
| Глеб Плаксин           | иностранец                                                                 |
| Екатерина Крупенникова | дипломат                                                                   |